# Organologia
A organologia é a disciplina que trata da descrição e da classificação de qualquer instrumento musical, tendo em conta o material empregue, a forma, a qualidade do som produzido, o timbre, o modo de execução, entre outros.
A organologia também procura classificar os instrumentos de acordo com suas semelhanças de forma física, articulação do som e timbre em “famílias” instrumentais. Por exemplo, por suas semelhanças físicas, sonoras e de articulação, os violinos, violas, violoncelos e contrabaixos são participantes da família das “cordas friccionadas” pois sua fonte sonora é a mesma — tradicionalmente, a fricção das cordas dos instrumentos com o arco — e suas tessituras diferentes se completam criando uma grande tessitura geral da família, semelhante ao que acontece em um quarteto de flautas doces (soprano, contralto, tenor e baixo).

## História
O estudo sistemático dos instrumentos nem sempre teve a importância que tem hoje. Embora sempre tenha havido representações e descrições dos instrumentos, somente a partir do Renascimento começou a existir maior preocupação com sua identificação, havendo um consequente incremento de obras teóricas que procuraram sistematizar esse estudo. Na história da classificação dos instrumentos alguns marcos podem ser assinalados:
Em 1325, o professor francês Jean de Muris criou um sistema de classificação em que dividia os instrumentos em:
- tensibilia — instrumentos com cordas tensas;
- inflatibilia — instrumentos que são soprados;
- percussibilia — instrumentos que são percutidos;

Em 1511, o sacerdote alemão Sebastian Virdung na obra “Musica Getutscht und Ausgezoge” apresentou a seguinte classificação:
- instrumenten mit Saiten — instrumentos com cordas;
- instrumenten mit Röhren in die geblasen wird — instrumentos acionados pela respiração humana ou por vento artificial;
- instrumenten von Metalle oder anderen clingende Materien — instrumentos de metal ou de outros materiais ressoantes;

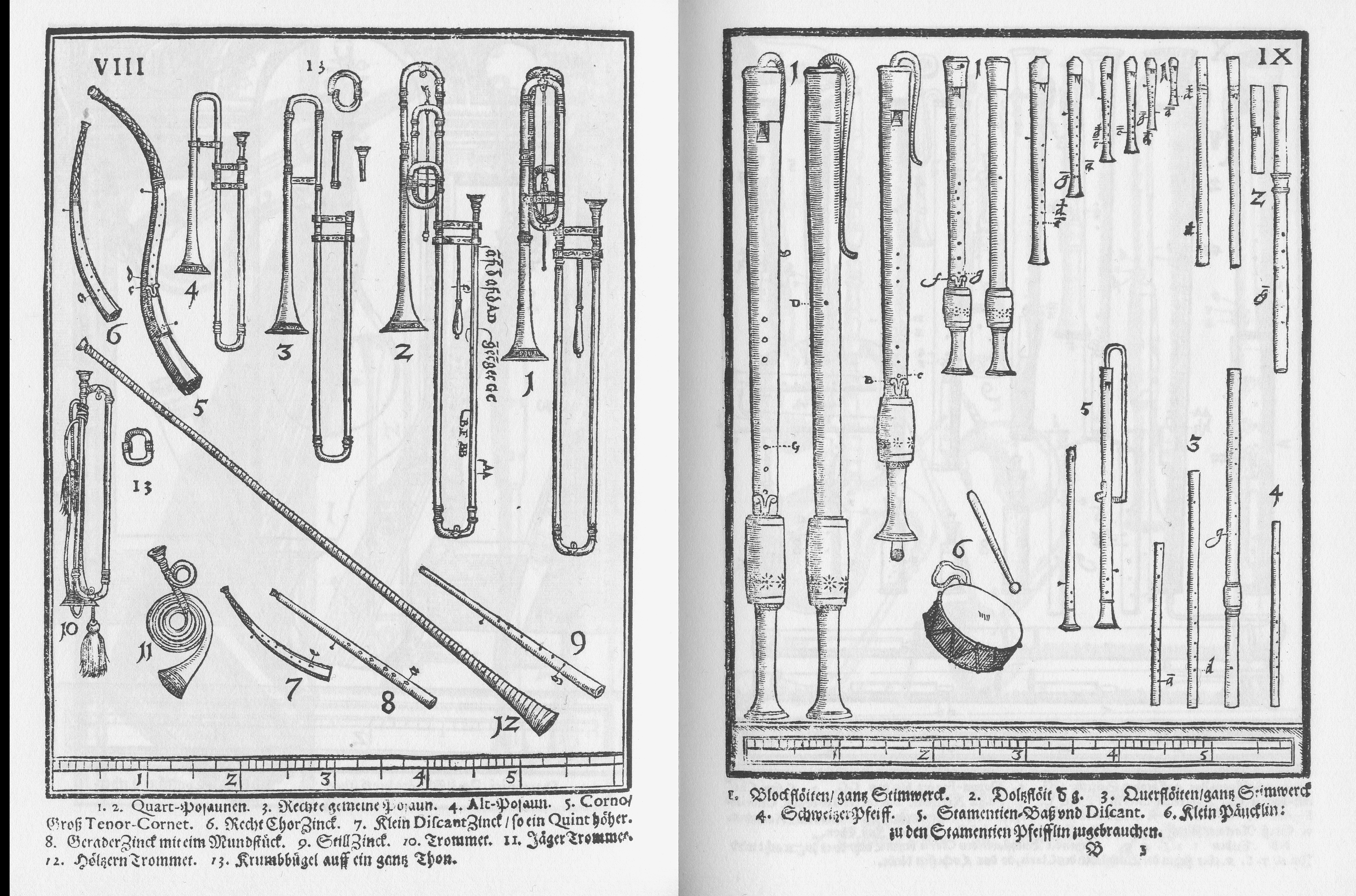
Uma página do Syntagma Musicum.

Em 1619, o compositor alemão Michael Praetorius publicou a obra “Syntagmatis Musici Michaelis Praetorii C” (que veio a ser mais conhecida por Syntagma Musicum). Tornou-se uma obra de referência porque não apenas agrupava os instrumentos em famílias, mas também dava algumas indicações sobre as dimensões e construção, além de ser amplamente ilustrada.
Em 1637, o padre francês Marin Marsenne publicou a “Harmonie Universelle”, em que os instrumentos vêm agrupados em famílias, mas sem nenhuma classificação sistemática.
Em 1863, o musicólogo belga Auguste Gevaert foi um dos pioneiros da organologia moderna quando no seu “Traité général d’instrumentation” propôs uma classificação baseada numa antiga classificação indiana:
- instruments à cordes — instrumentos de cordas;
- instruments à vent — instrumentos de sopro;
- instruments étirés avec une membrane — instrumentos esticados com uma membrana;
- instruments autophoniques — instrumentos autofónicos;

Em 1914, a dupla de etnomusicólogos, o austríaco Erich von Hornbostel e o alemão Curt Sachs, publicaram a “Systematik der Musikinstrumente”. Este sistema (que passou a ser conhecido como o sistema Hornbostel–Sachs), embora apresentasse algumas falhas, é o sistema que tem tido maior aceitação e é amplamente utilizado por músicos e musicólogos.
Em 1932, o francês André Schaeffner publicou o artigo “D’une nouvelle classification méthodique des instruments de musique”, na revista “Revue Musicale”.

## Classificação
Existem vários modos de classificar os instrumentos musicais. Esses diversos modos dependem do autor, do tipo de sistema utilizado, da época e também do local (ou cultura) em questão.
Por exemplo, na cultura chinesa, tradicionalmente classificam-se os instrumentos consoante o material. Um sistema datado do 1.º milénio A. C. divide os instrumentos em:
- qin — instrumentos em metal;
- shih — instrumentos em pedra;
- go — instrumentos em pele;
- pao — instrumentos em cabaça;
- zhu — instrumentos em bambu;
- mu — instrumentos em madeira;
- xu — instrumentos em seda;
- tu — instrumentos em barro;

Outro exemplo, na cultura indiana, tradicionalmente classificam-se os instrumentos consoante o modo de produção sonora. Um sistema datado do século I, divide os instrumentos em:
- tata vādya — instrumentos tensos;
- avanaḍha vādya — instrumentos cobertos;
- ṣūsirā vādya — instrumentos ocos;
- ghana vādya — instrumentos sólidos;

Presentemente, nas culturas de herança greco-romana existem dois principais sistemas de classificação: a classificação tradicional e as classificações científicas. No entanto, nenhum desses dois principais sistemas pode considerado melhor porque “as classificações existentes refletem as necessidades e a cultura de quem as elabora”.

### Classificação tradicional
Nas culturas de herança greco-romana, tradicionalmente classificam-se os instrumentos consoante o modo em que são tocados: beliscados ou friccionados (instrumentos de corda), soprados (instrumentos de sopro), percutidos (instrumentos de percussão). Essa organização tripartida remonta desde a Grécia antiga. Embora seja um sistema antigo e bem conhecido, não é sistemático, é mais aplicável aos instrumentos da música ocidental, e não está preparado para novos instrumentos.

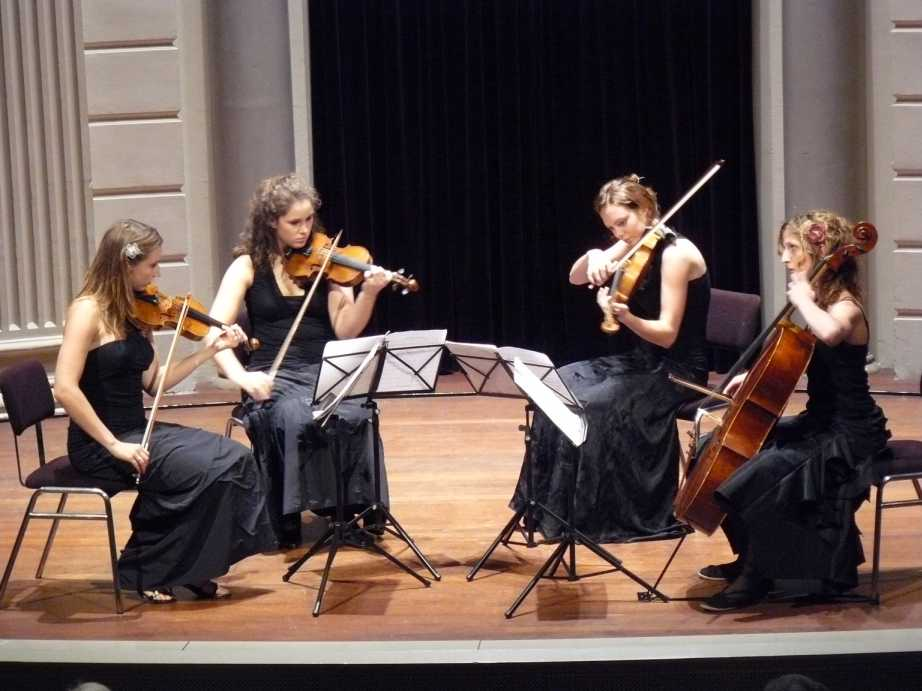
Uma amostra de instrumentos de cordas: um quarteto de cordas.

Os instrumentos de corda agrupam os instrumentos cujo som é produzido por uma corda esticada. O critério aqui é, portanto, o modo de produção sonora, agrupando vários métodos de ativação (por beliscamento, por fricção, e em alguns casos até por percussão). Tradicionalmente, esta classe é subdividida em critérios ora de execução (família das vielas: cordas friccionadas; famíla das guitarras: cordas beliscadas) ora morfológicos (família de instrumentos de teclado).

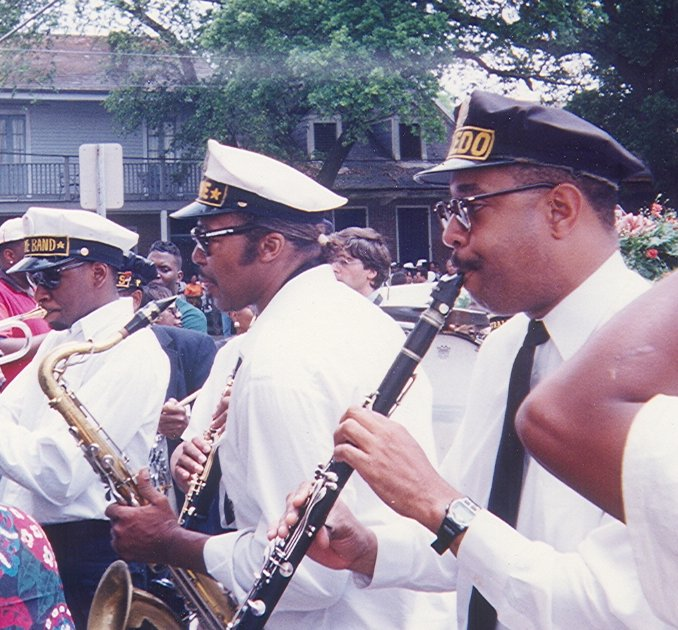
Uma amostra de instrumentos de sopro: um clarinete, um saxofone e um trompete.

Os instrumentos de sopro agrupam os instrumentos cujo som é produzido mediante um sopro de ar (artificial ou infligido por um ser humano). O critério aqui já é o método de ativação. Tradicionalmente, esta classe é subdividida segundo o objeto que funciona como ativador (lábios: metais; palhetas ou aresta: madeiras).

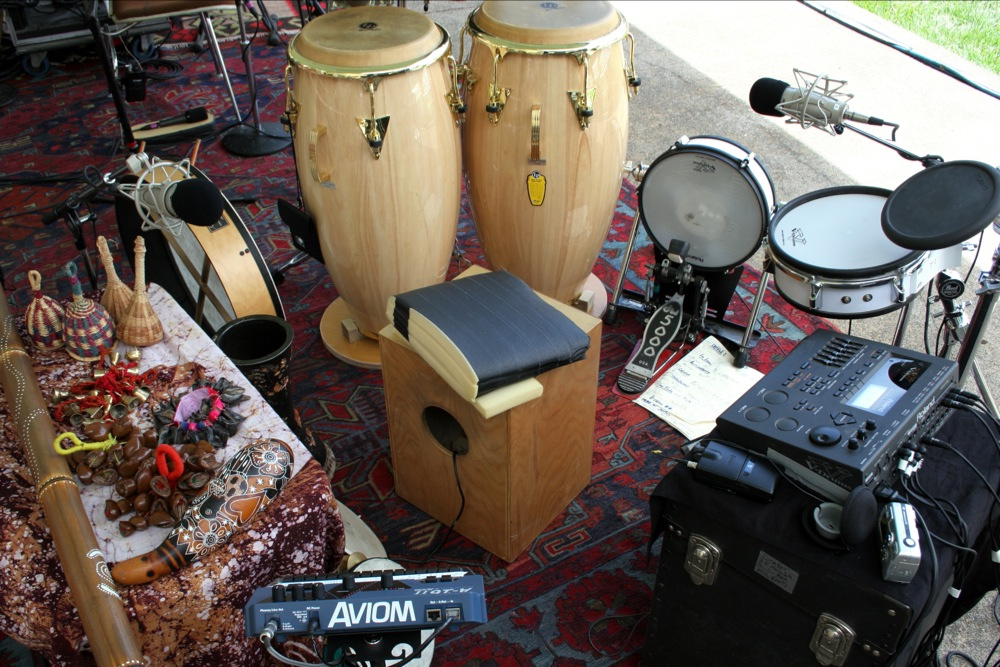
Uma amostra variada de instrumentos de percussão.

Os instrumentos de percussão agrupam os instrumentos cujo som é produzido mediante um choque entre objetos. O critério aqui é novamente o método de ativação, independentemente do modo de produção sonora ser um corpo sólido ou uma membrana esticada. Tradicionalmente, esta classe é dividida segundo a função (rítmica: percussão de altura indefinida; melódica: percussão de altura definida).
Como pode ser observado, este sistema, para além de não ser sistemático (critérios diferentes conforme os casos) é incompleto:
- nos instrumentos de corda não costumam estar listados instrumentos cujas cordas são ativadas pelo ar (ex.: harpa eólica);
- nos instrumentos de sopro não costumam estar representados os instrumentos cujo som é produzido pela deslocação do ar, mas que não são soprados (ex.: pião musical);
- em contrapartida, costumam estar incluídos nos instrumentos de sopro instrumentos cujo som é produzido por um corpo sólido, mas que são soprados (harmónica).
- nos instrumentos de percussão não costumam estar representados instrumentos cuja membrana não é percutida (ex.: sarronca) nem instrumentos de corpo sólido que não são percutidos (ex.: berimbau, harmónica de vidro);
- alguns autores vão ao extremo de incluir em instrumentos de percussão alguns instrumentos apenas devido à sua função rítmica (ex.: apito);

As orquestras sinfónicas ocidentais vieram a estabelecer uma divisão em cinco classes, que serve mais aos propósitos da interpretação da música clássica:
- cordas;
- madeiras;
- metais;
- percussão;
- instrumentos de teclas;

O critério para esta divisão provavelmente deriva da ótica do instrumentista: um violinista, por exemplo, talvez já tenha uma noção do que é tocar guitarra; um flautista provavelmente aprenderá com facilidade a tocar o saxofone; a noção de ritmo do percussionista permite-lhe tocar qualquer instrumento com função rítmica (um tambor, um prato, em berimbau, etc.); alguém que toca piano de certeza também toca órgão; e assim por diante.
Outros autores apresentam uma listagem ligeiramente diferente:
- cordas;
- madeiras;
- metais;
- percussão;
- outros instrumentos;

### Classificações científicas
As classificações científicas classificam os instrumentos sobretudo pelo modo de produção sonora. Têm como base principal princípios acústicos, e não conceitos morfológicos ou de execução. São sistemas recentes (quase todos eles do século XX) e tentam abarcar todos os métodos de produção sonora, cronológica e geograficamente. Embora procurem ser rigorosos e sistemáticos, não são amplamente conhecidos, e nem sempre são de fácil apreensão.

#### Mahillon
Entre 1880 e 1922, o conservador do museu belga Victor-Charles Mahillon publicou o “Catalogue déscriptif et analytique du Musée Instrumental du Conservatoire Royal de Musique de Bruxelles”. A vasta coleção de instrumentos do Conservatório Real Belga, que abrangia instrumentos de várias partes do mundo, permitiu que se aprofundasse a classificação de Gevaert em:
- autophones — autofones;
  - autofones percutidos;
  - autofones beliscados;
  - autofones friccionados;
- membranophones — membranofones;
  - membranofones percutidos;
  - membranofones friccionados;
- aerophones — aerofones;
  - palhetas;
  - flautas;
  - polifónicos com reservatório de ar;
  - trompetes;
- chordophones — cordofones;
  - friccionados;
  - beliscados;
  - percutidos;

#### Galpin — 1.º sistema
Em 1910, o britânico Francis W. Galpin apresentou o seu primeiro sistema em “Old English Instruments of Music: Their History and Character”. Galpin tentou que o segundo nível (a primeira subdivisão) tivesse um critério uniforme. Neste seu primeiro sistema a primeira subdivisão era consoante a existência ou não de um teclado ou mecanismo automático:
- sonorous substances — substâncias sonoras;
  - sem teclado;
  - com teclado;
  - com mecanismo automático;
- vibrating membranes — membranas vibrantes;
  - sem teclado;
  - com teclado;
  - com mecanismo automático;
- wind instruments — instrumentos de sopro;
  - sem teclado;
  - com teclado;
  - com mecanismo automático;
- stringed instruments — instrumentos de cordas;
  - sem teclado;
  - com teclado;
  - com mecanismo automático;

#### Hornbostel–Sachs
A dupla de etnomusicólogos, Erich von Hornbostel e Curt Sachs, publicaram a “Systematik der Musikinstrumente”. O método não difere muito do proposto por Mahillon. O termo “idiofone” foi usado para evitar mal-entendidos em que a palavra “autofone” podia também significar um instrumento que tocava por si só (instrumentos mecânicos).
1. idiophonen — idiofones;
  1. idiofones percutidos;
  2. idiofones beliscados;
  3. idiofones friccionados;
  4. idiofones soprados;
2. membranophonen — membranofones;
  1. membranofones percutidos;
  2. membranofones beliscados;
  3. membranofones friccionados;
  4. membranofones soprados;
3. chordophonen — cordofones;
  1. cordofones simples;
  2. cordofones compostos;
4. aerophonen — aerofones;
  1. aerofones livres;
  2. instrumentos de sopro propriamente ditos;
5. electrophonen — eletrofones;
  1. instrumentos acústicos acionados por eletricidade;
  2. instrumentos acústicos amplificados eletricamente;
  3. instrumentos cujo som é produzido primariamente por osciladores controlados por tensão elétrica;

A novidade deste sistema foi a utilização de um sistema numérico para identificar os instrumentos, a classe e as subclasses às quais pertenciam. A nível das subdivisões, o critério nem sempre é uniforme: enquanto que nos idiofones e nos membranofones a subdivisão é feita segundo o método de ativação, nos cordofones a subdivisão é feita segundo a morfologia do instrumento, e nos aerofones a subdivisão é feita conforme o ar é ativado diretamente ou através de um órgão externo. A quinta classe (eletrofones) foi adicionada em 1940 para albergar instrumentos cuja produção do som é influenciada pela tensão elétrica.

#### Schaeffner
André Schaeffner em “D’une nouvelle classification méthodique des instruments de musique” classificou os instrumentos segundo um critério diferente. A principal divisão era feita através de dois grupos principais:
- instrumentos cujo corpo vibratório é um material sólido;
  - instrumentos rígidos;
  - instrumentos sujeitos a tensão;
- instrumentos cujo corpo vibratório é o ar;
  - instrumentos em que o ar não está confinado por um objeto;
  - instrumentos com o ar confinado num objeto;

De notar que, nesta classificação, instrumentos tradicionalmente classificados como instrumentos de sopro ou como aerofones, tais como o acordeão e a harmónica, estão integrados na primeira classe, porque o corpo vibratório não é o ar, mas sim um material sólido (as palhetas livres).

#### Galpin — 2.º sistema
Em 1937, Galpin apresentou o seu segundo sistema, revisto, na obra “A Textbook of European Musical Instruments”. Neste seu segundo sistema a primeira subdivisão era consoante o método de ativação:
- autophones — autofones;
  - autofones percutidos;
  - autofones beliscados;
  - autofones friccionados;
  - autofones soprados;
- membranophones — membranofones;
  - membranofones percutidos;
  - membranofones friccionados;
  - membranofones soprados;
- chordophones — cordofones;
  - cordofones beliscados;
  - cordofones percutidos;
  - cordofones friccionados;
  - cordofones soprados;
- aerophones — aerofones;
  - flautados;
  - palhetados;
  - labiais;
- electrophones — eletrofones;
  - por oscilação;
  - eletro-magnéticos;
  - eletro-estáticos;